# Wojskowa inspekcja architektoniczno-budowlana
Niektóre z zamieszczonych tu informacji wymagają weryfikacji.
Dokładniejsze informacje o tym, co należy poprawić, być może znajdują się w dyskusji tego artykułu.
 Po wyeliminowaniu niedoskonałości należy usunąć szablon [[Szablon:Dopracować|]] z tego artykułu.
Wojskowa inspekcja architektoniczno-budowlana - organ przeznaczony do sprawowania nadzoru techniczno-budowlanego w resorcie obrony narodowej, który w szczególności obejmuje: wydawanie prawa budowlanego oraz wykonawczych aktów normatywnych uściślających prawa i obowiązki wojskowych uczestników procesu budowlanego, a także przepisów o ochronie zabytków i kształtowania środowiska naturalnego. Ponadto wydaje decyzje oraz powoduje działania mające na celu ich wykonanie, a dotyczące: sposobu zagospodarowania terenu, zatwierdzania planów realizacji inwestycji, pozwoleń na budowę, użytkowania i rozbiórki obiektów i bezpieczeństwa budowli.